# 캉브레 전투 (1917년)
캉브레 전투(영어: Battle of Cambrai)는 1917년 11월 영국군이 독일군에 감행한 공격이다. 공격은 1914년 제1차 세계 대전 이래 영국 해외원정군에 독일 제국이 가한 대규모 반격이 끝난 후 바로 시작되었다. 캉브레는 독일군이 구축한 힌덴부르크 선의 주요 병참기지이자 보급거점이었다. 영국군이 캉브레와 인근의 불롱 능선을 점령한다면, 독일군의 북쪽 측면이 공격에 노출될 수 있었다. 제9스코틀랜드 사단의 왕립 포병대 지휘관 헨리 휴 튜더는 포병-보병 협동 공격을 지지했다. 영국 제3군의 지휘관이었던 줄리안 빙 역시 합동공격에 찬성했다.}} 영국군과 프랑스군은 공격에서 전차를 사용했지만, 효용성은 제대로 입증되지 않았다.
영국군이 첫날 대승리를 거둔 후, 독일군의 포병 및 보병 방어부대는 영국 전차의 약점을 알아차렸다. 둘째 날, 오직 전체 전차의 반이 작전 가능했고, 영국군의 진격에 제동이 걸렸다. 1915년 이후 개발된 새로운 전술들이 이 전투에 집약되었지만, 영국군이 결정적인 승리를 거두었지에 대해서는 여전히 논란이 되고 있다. 영국군의 작전을 파악한 독일군은 불롱 능선과 캉브레 주변의 병력을 강화했고, 독일군은 미군이 개입하기 전에 전쟁을 끝낼 수 있다는 희망을 품게 되었다.